# A ciascuno il suo destino
A ciascuno il suo destino (To Each His Own) è un film drammatico statunitense del 1946, diretto da Mitchell Leisen, sceneggiato da Charles Brackett e interpretato da Olivia de Havilland, Mary Anderson e John Lund che esordì in questa pellicola.
Olivia de Havilland vinse il Premio Oscar per la miglior attrice protagonista con questa pellicola nel 1947, mentre il film ricevette anche la candidatura per la Migliore sceneggiatura.

## Trama
Una ragazza di provincia, Jody Norris ama un aviatore girovago che parte per la prima guerra mondiale lasciandola in attesa del loro bambino.
L'uomo non farà mai più ritorno dalla guerra e, quando il bimbo nascerà come figlio illegittimo, la madre sarà costretta ad affidarlo ad un'altra famiglia. La donna cercherà, nonostante tutto, di accudirlo e di seguire la sua vita da lontano senza mai allontanarsi da lui.

## Riconoscimenti
- Premi Oscar 1947: Oscar alla miglior attrice (Olivia de Havilland)